# Ectmesopus rhabdotus
Ectmesopus rhabdotus es una especie de insecto coleóptero de la familia Chrysomelidae.
Fue descrita científicamente en 1966 por Blake.